# Тобаго
Тобаго (промовляється / təbeɪɡoʊ /) — найменший з двох великих островів, що входять до складу Республіки Тринідад і Тобаго. Він розташований в південній частині Карибського моря, на північний схід від острова Тринідад і на південний схід від Гренади. Острів лежить поза поясом ураганів.

## Географія і клімат
Тобаго загальною площею 300 км² (116 миль²), і має приблизно 42 км  завдовжки та 10 км завширшки.  Населення становить 54 084 осіб (2000). Адміністративний центр — Скарборо, з населенням близько 17000 осіб.
Тобаго — острів вулканічного походження. Південний захід острова є плоским та складається в основному з коралового вапняку.
Тобаго поділяється на сім приходів — Сент-Ендрю, Сент-Девід, Сент-Джордж, Сент-Джон, Сент-Мері, Сент-Патрік і Сент-Пол.
Клімат тропічний і острів розташований на південь від атлантичного поясу ураганів. Середня кількість опадів коливається від 3800 мм на північному сході до менш ніж 1250 мм на південному заході острова. Є два сезони: сезон дощів з червня по грудень, і сухий сезон в період з січня по травень.